# Halvmånemyrpitta
Halvmånemyrpitta (Grallaricula lineifrons) är en fågel i familjen myrpittor inom ordningen tättingar.

## Utbredning och systematik
Fågeln förekommer lokalt i Anderna i södra Colombia och Ecuador. Den behandlas som monotypisk, det vill säga att den inte delas in i några underarter.

## Status
IUCN kategoriserar arten som livskraftig.